# Musa thomsonii
A Musa thomsonii az egyszikűek (Liliopsida) osztályának a gyömbérvirágúak (Zingiberales) rendjébe, ezen belül a banánfélék (Musaceae) családjába tartozó faj.

## Előfordulása
A Musa thomsonii elterjedési területe az indiai Szikkim államtól, egészen kínai Jünnan tartományig tart. Bhutánban is előfordul.